# 横大路 (鎌倉市)
横大路（よこおおじ）は、鎌倉幕府による都市計画の中核を成す「六大路」の一つで、『吾妻鏡』にもその名が記されている。鶴岡八幡宮の南側の瑞垣に沿って走る東西の基幹大路であった。東端は、寶戒寺前で小町大路に接し、西は鉄の井の先で窟小路へと続き、その先は今大路に至る。

## 考察
鶴岡八幡宮造営以前は、朝比奈方面から鎌倉中心部に向かう金沢街道は、筋替橋で南に折れることなく、現在の境内地内を貫いてそのまま寿福寺門前まで直行していたと考えられる。今も残る「窟小路」は、その名残と考えられ、地図上で見ると金沢街道と窟小路は一直線上にあることが見て取れる。
このため、横大路は、旧「窟小路」の付替えにより建設された大路とも考えられる。

## 現状
現在の道路は、巨福呂坂から鎌倉に入り若宮大路に至る県道の一部となっているが、今も、「横大路」と呼ばれている。

### 横大路（窟小路を含む）沿いの主な社寺
- 寿福寺-鎌倉五山第3位。臨済宗。山号は亀谷山、開基は北条政子、開山は栄西。
- 窟不動-窟堂の跡。窟茶屋の奥にある。
- 鉄の井-鎌倉十井の一つ。現在の小町通りとの交差点付近にある。昔、この井戸から鉄の観音の首が掘り出されたという。元は新清水寺にあった観音像という。
- 鶴岡八幡宮-源頼義が石清水八幡宮を勧請し由比郷（鎌倉市材木座）建立した八幡宮（現在の元八幡）を、源頼朝が鎌倉都市計画の中心地である現在地に移し、大規模に発展させたもの。鎌倉の象徴的存在である。
- 寶戒寺-天台宗。山号は金龍山、開山は円観（恵鎮）。本尊地蔵菩薩坐像は重要文化財。「萩の寺」として知られる。